# Ploske, Murovani Kurîlivți
Ploske (în ucraineană Плоске) este o comună în raionul Murovani Kurîlivți, regiunea Vinnița, Ucraina, formată numai din satul de reședință.

## Demografie
Componența lingvistică a satului Ploske
     Ucraineană (98,24%)
     Rusă (1,59%)
Conform recensământului din 2001, majoritatea populației satului Ploske era vorbitoare de ucraineană (98,24%), existând în minoritate și vorbitori de rusă (1,59%).